# Мелкерт-Динкель, Уильям Фрэнсис
Уи́льям Фрэ́нсис Ме́лкерт-Ди́нкель (англ. William Francis Melchert-Dinkel) — американец, осуждённый за подстрекательство к самоубийству.

## Обстоятельства преступлений
Встречая в сети будущих жертв, Мелкерт-Динкель представлялся женщиной, медсестрой, использовал псевдонимы «Li Dao», «Falcongirl» и «Cami D». В суде рассматривались два случая подстрекательства к самоубийству: в первом случае в 2005 году Мелкерт-Динкель привёл к повешению страдавшего от депрессии IT-специалиста Марка Драйбро из Англии. Во втором случае Мелкерт-Динкель подстрекал к самоубийству студентку Надю Каджуджи в Канаде, он советовал ей повеситься, но девушка покончила с собой, прыгнув с моста в замёрзшую реку, поэтому Мелкерт-Динкель был обвинён лишь в попытке ассистирования самоубийству. Деятельность Мелкерт-Динкеля была раскрыта английской школьной учительницей на пенсии Селией Блэй, юную африканскую подопечную которой Мелкерт-Динкель пытался склонить к самоубийству. Девочка рассказала, что Мелкерт-Динкель договорился с ней об одновременном самоубийстве.
Блэй несколько месяцев собирала информацию на Мелкерт-Динкеля, а затем передала информацию в ФБР США и полицию штата Миннесота. ФБР не стало заниматься делом, но полиция согласилась начать расследование. Дело сразу получило большую огласку.
Мелкерт-Динкель, встречая в Интернете и разговаривая с людьми, раздумывающими о суициде, описывал им достоинства самоубийства и будущей загробной жизни на небесах, советовал способы ухода из жизни и заведомо ложно обещал покончить с жизнью одновременно с жертвой. В 2011 году Мелкерт-Динкель был обвинён в одном эпизоде ассистирования самоубийству и в одной попытке ассистирования самоубийству. Сам Мелкерт-Динкель заявил, что способствовал уходу из жизни не менее чем пяти человек. В 2011 году приговорён судом штата Миннесота к одному году лишения свободы. В 2012 году апелляционный суд подтвердил приговор, но суд высшей инстанции приговор отменил. На повторном слушании в 2014 году Мелкерт-Динкель был приговорён к 3 годам условно, с 1 годом общественных работ и испытательным сроком в 10 лет.
На суде Мелкерт-Динкель выразил раскаяние, но не объяснил мотив своих поступков. Мелкерт-Динкель женат, имеет двух детей. Бывший медбрат, теперь работает водителем грузовика.